# سنگ‌شکن
سنگ‌شکن ماشینی است که جهت خرد کردن مواد قابل خرد کردن سنگ به‌کار می‌روند. سنگ‌ها در برابر خردشدن دارای واکنش‌های متفاوتی هستند:
-بعضی به راحتی خرد می‌شوند.
-بعضی تبدیل به پودر می‌شوند.
-برخی بسیار مقاوم و ساینده هستند.
با توجه به نوع سنگ و کاربرد، از سنگ‌شکن‌های متفاوتی استفاده می‌شود. هر سنگ‌شکن روش خاصی برای خردایش دارد که به دو بخش عمده تقسیم می‌شوند:
الف-خردایش به حالت فشردن: (سنگ‌شکن‌های؛ ژیراتوری اولیه، فکی و مخروطی)، که در این روش مواد بین دو سطح که به یکدیگر نزدیک می‌شوند، فشرده می‌گردد و در نتیجه خرد می‌شود. سرعت حرکت سطح خردکننده بین ۰٫۵ الی ۱٫۵ متر بر ثانیه متغیر است.

ب-خردایش به حالت ضربه‌ای: (سنگ‌شکن‌های ضربه‌ای شفت افقی HSI یا کوبیت و سنگ‌شکن‌های ضربه‌ای عمودی VSI). در این روش مواد تحت تأثیر شوک ناشی از ضربه قطعات در حال گردش (روتور و چکش سنگ‌شکن و بستر شن و …) قرار گرفته و به سوی سطوح فلزی (سندان‌ها) یا سطوح غیر فلزی (بستر شنی) پرتاب شده و ضربه می‌پذیرند و در این حرکت سنگ‌ها نیز به یکدیگر برخورد دارند. سرعت حرکت معمولاً ۳۰ الی ۸۰ متر بر دقیقه و گاهی در VSIها بالاتر نیز هست.

## هیدروکن
هیدروکن نوعی سنگ‌شکن است که برای خرد کردن و شکستن مواد معدنی مانند سنگ‌هایی که از معدن خارج می‌شود استفاده می‌گردد. این نوع سنگ‌شکن از سیستم هیدرولیکی بهره می‌برد و در مرحلهٔ اولیه و ثانویه خرد کردن سنگ‌ها مورد استفاده قرار می‌گیرد.
ظاهر هیدروکن‌ها مخروطی شکل است.

## نگارخانه

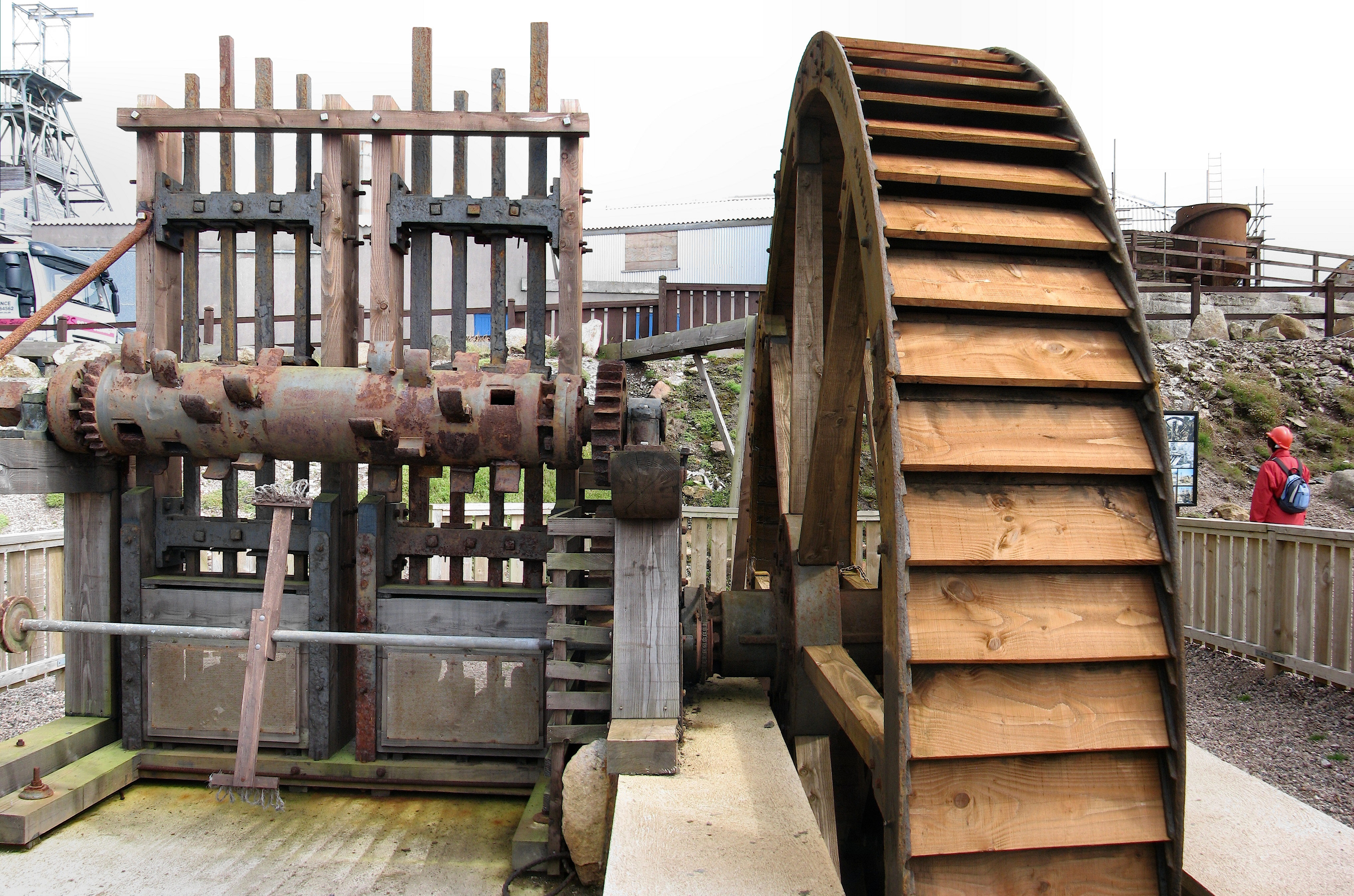
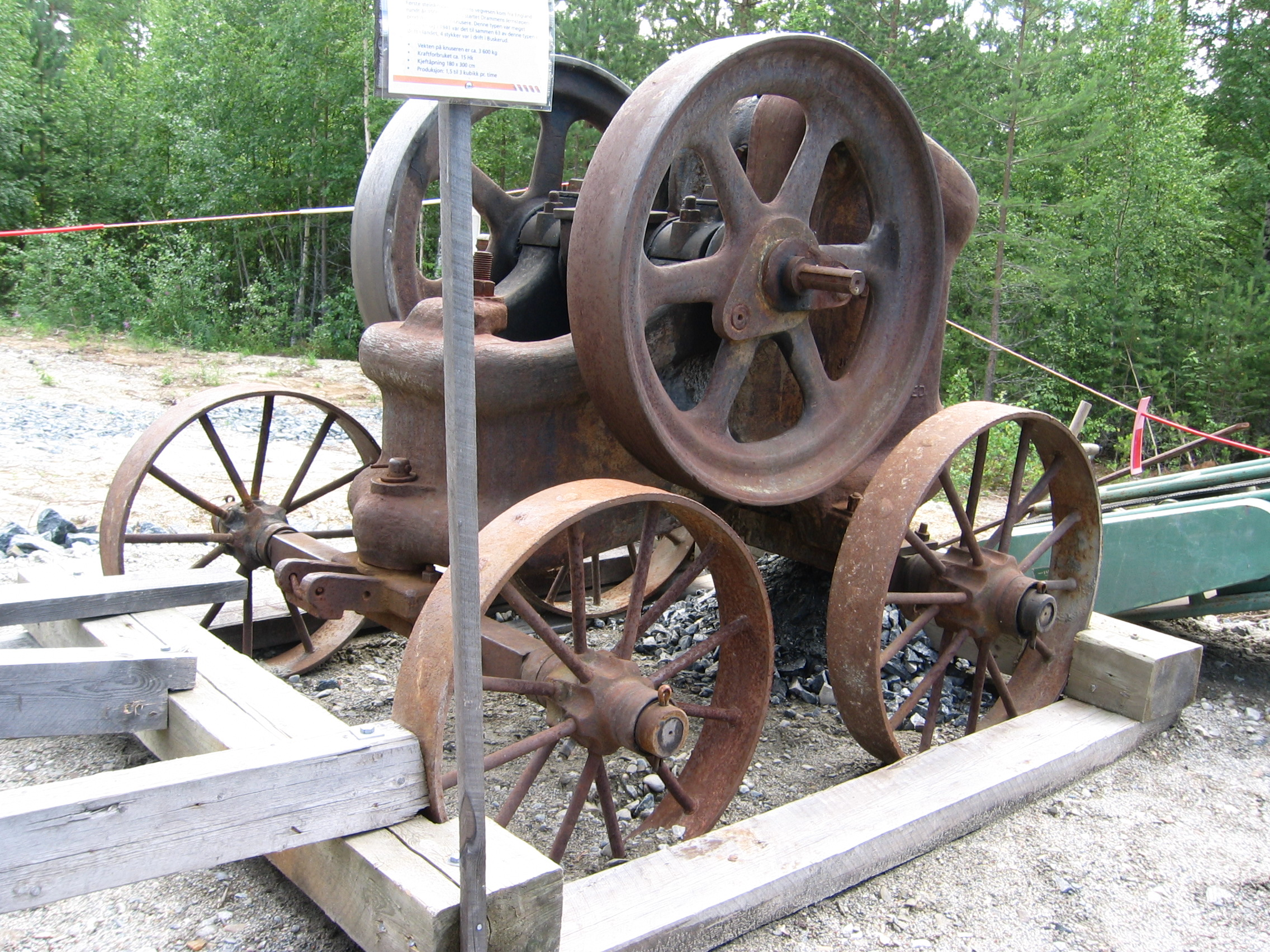
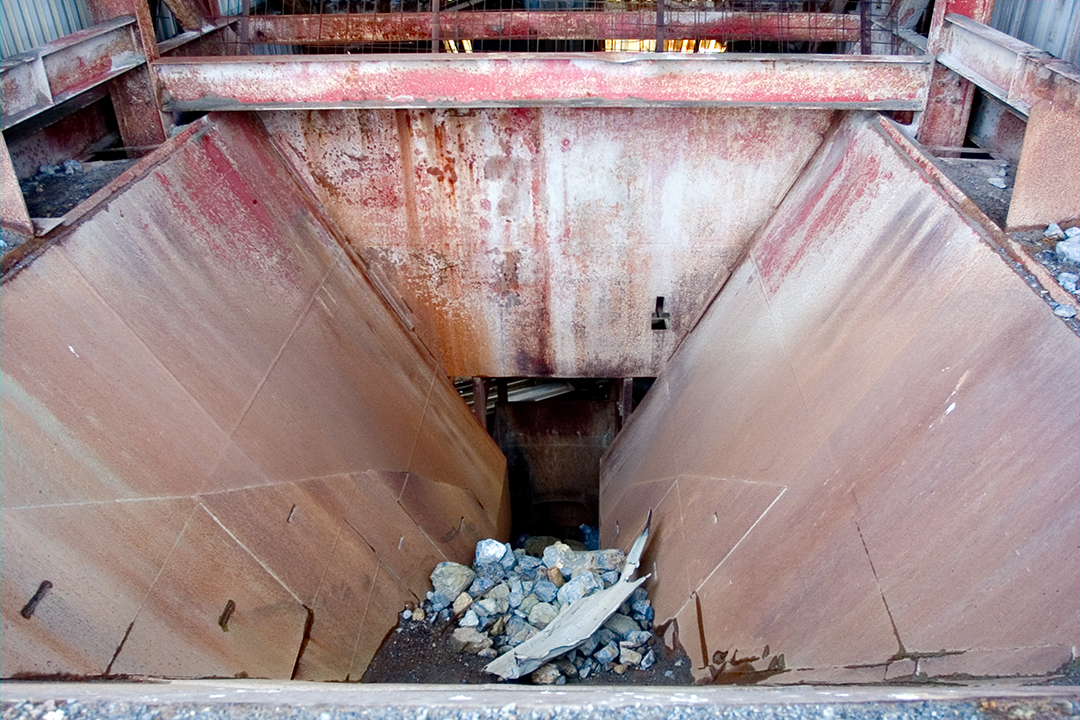
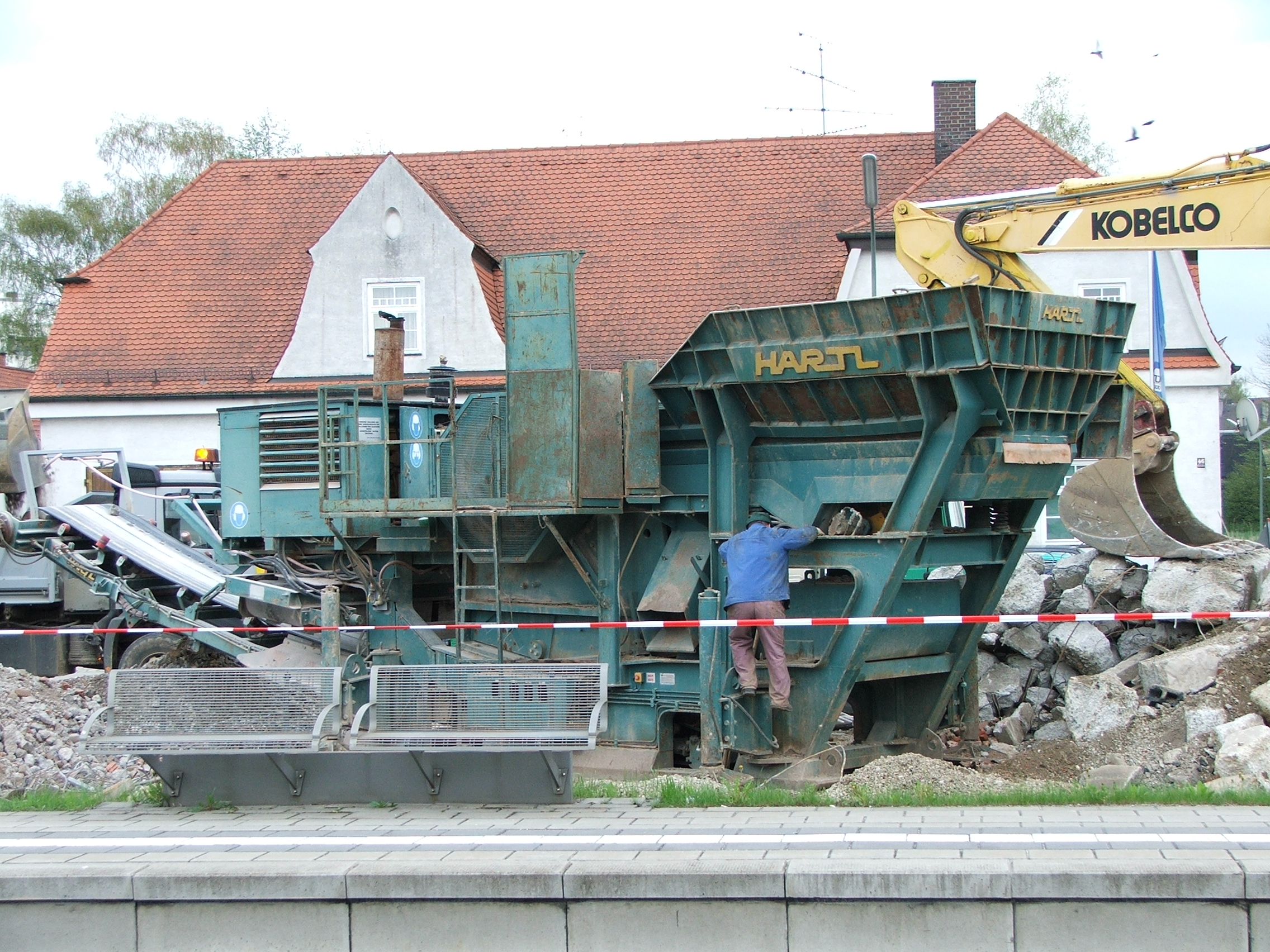

## انواع سنگ‌شکن
- هیدروکن ژیراتوری
- هیدروکن فکی
- همامیلز (Hammermills)
- سنگ‌شکن‌های ضربه ای افقی
- سایزرها
- سنگ‌شکن رول
- سنگ‌شکن یا هیدروکن مخروطی
- هیدروکن فدر[۱]